# 1922年至1923年英格蘭足總盃
1922/23球季英格蘭足總盃（英語：FA Cup），是第48屆英格蘭足總盃，今屆賽事的冠軍是保頓，他們在決賽以2:0擊敗韋斯咸，奪得冠軍。本屆賽事繼續在舊溫布萊球場舉行。
保頓擊敗來自次級聯賽的韋斯咸，首次贏得足總盃冠軍。

## 外部連結
1. 英格蘭足總盃官網Archive-It的存檔，存档日期2012-04-24
2. 英格蘭足總盃 歷屆冠軍（页面存档备份，存于）